# Pierre Dagenais
Pierre Brüno Dagenais (Blainville, 4 marzo 1978) è un ex hockeista su ghiaccio canadese.

## Carriera
In Nord America ha giocato in NHL (con New Jersey Devils, Florida Panthers e Montreal Canadiens), AHL (con Albany River Rats, Utah Grizzlies, San Antonio Rampage e Hamilton Bulldogs) ed in FHL (con gli Akwesasne Warriors, con cui ha vinto il titolo 2010-2011).
Ha giocato a più riprese anche in alcuni dei maggiori campionati europei, a partire dalla Kontinental Hockey League, dove ha vestito per due stagioni la maglia del Traktor Čeljabinsk; nella SM-liiga ha giocato per lo Jokerit, in EBEL con l'HC Innsbruck e nel massimo campionato norvegese con il Vålerenga Ishockey. Nella stagione del lockout 2004-2005 aveva giocato nella Lega Nazionale B con l'HC Ajoie.

## Palmarès
- Federal Hockey League: 1

Akwesasne Warriors: 2010-2011